# 왕유
왕유(王維, 699년 ~ 759년)는 중국 성당(盛唐)의 시인·화가로서 자는 마힐(摩詰)이다.

## 경력

### 젊은 시절
왕유의 아버지는 분주사마(汾州司馬)를 지내고 하동(河東)으로 이주한 왕처렴(王処廉)이다. 어머니 최씨(崔氏)는 북종선(北宗禪) 제2조(祖) 보적(普寂)을 스승으로 삼기도 했던 신실한 불교 신자였고 왕유도 이러한 어머니의 영향으로 자라났다. 왕유의 자인 마힐(摩詰)도 《유마경》(維摩經)의 주인공인 유마힐거사(維摩詰居士)의 이름에서 따온 것이다.
왕유는 열다섯 살 때부터 수도에서 학문을 익혔고 현종(玄宗) 개원(開元) 연간에 이미 시인으로 이름이 나 있어 현종의 형인 영왕(寧王) 헌(憲)이나 동생인 설왕(薛王) 업(業)으로부터 스승이나 벗으로 대우받고 귀족의 모임에 불려다니는 등 예술가로서의 명성을 떨쳤다. 15세 무렵 그가 지은 시도 현존하고 있다.
왕유는 평소 효도와 우애가 깊었고 아내와도 금슬이 좋았으며, 초서, 예서 등의 서예에도 뛰어났을 뿐 아니라 음악 특히 비파에 조예가 깊었으며, 그림에도 재능이 있었다. 왕유의 음악적 재능에 대해서는 그림 속의 악사만 보고 그림의 모델이 된 악사가 연주하고 있던 곡은 예상우의(霓裳羽衣) 제3첩 첫 번째 박자라고 대답했다고 한다. 《집이기》(集異記)에 따르면 왕유는 평소 현종의 동생인 기왕(岐王) 범(範)의 집을 드나들었는데 그곳에서 장구령(張九齢)의 동생 장구고(張九皐)와 부시(府試)를 놓고 다투게 되었다. 부시의 장원은 장구고가 연줄이 있던 권세 있는 어느 공주(이름은 불명)의 힘을 빌어 장구고 자신으로 내정하도록 손을 써두었기 때문에, 이를 알게 된 왕유가 기왕 범을 찾아가 호소하자 기왕은 왕유에게 20수 정도의 시를 지어 닷새 뒤에 다시 찾아오게 하고, 찾아온 왕유를 악인(楽人)으로 변장시켜서 그 권세 있는 공주에게로 보냈다. 용모와 비파 실력과 시 짓는 재주, 풍류 있는 말주변까지 모든 것을 갖춘 그를 본 공주는 장구고 대신 왕유를 장원으로 삼게 하였다고 한다. 또한 본사시(本事詩)에는 영왕 헌의 저택에서 영왕이 문인들에게 자신이 총애하던 여성이 자신을 영왕에게 넘겨줄 수 밖에 없었던 옛 남편을 만나 눈물을 흘리는 장면을 두고 시를 지을 것을 명하자 문인들 가운데 유일하게 식부인(息夫人)이라는 시를 지었다는 설화도 전하고 있다.

### 중앙과 지방, 관직과 재야
개원 7년(719년) 왕유는 진사로 급제하였고, 동생 진(縉)과 함께 준재(俊才)라는 명성을 얻고 그에게는 대악승(大楽丞) 관직이 주어졌다. 그러나 이듬해인 개원 8년(720년) 작은 죄가 문제가 되어 제주사창참군(済州司倉参軍)으로 좌천당했다. 《집이기》에 따르면 황제만이 출 수 있는 춤인 「황사자」(黄師子)라는 춤을 그가 관리하던 악인이 불경하게 제멋대로 추었기 때문에 이에 대한 책임을 물은 것으로 전하고 있는데, 그보다는 왕유가 종친들과도 가까운 사이였기에 현종이 그를 종친들로부터 떨어뜨려 놓은 것이라는 해석도 존재한다.
개원 14년(726년) 무렵 왕유는 관직을 버리고 장안으로 돌아왔다. 이 무렵 장구령이나 맹호연(孟浩然)으로부터 시 재주에 대한 격찬을 받기도 했는데, 개원 19년(731년) 무렵 아내가 죽자 왕유는 망천(輞川)에 땅을 사서 별장을 짓고 은거하였다. 그러나 곧 많은 사인들의 추천으로 중앙에 복귀하였고, 장구령의 발탁으로 개원 22년(734년) 왕유는 우습유(右拾遺) 관직을 받았다. 그는 과거 출신자를 중심으로 하는 사족(士族) 파벌에 속해 위항(韋恒)、위제(韋済) 형제와도 친하게 지내면서 그들의 아버지 위사립(韋嗣立)이 세운 별장에 장구령, 배요경(裴耀卿), 한휴(韓休) 등과 함께 참석하기도 했다. 또 도사 윤음(尹愔)과도 친하게 지냈다고 전하는데, 이 무렵 맹호연을 궁정(宮廷)으로 불러 시를 읊다가 갑자기 현종이 찾아오자 맹호연은 책상 밑으로 숨었으나, 왕유는 있는 대로 털어놓은 뒤 현종에게 맹호연을 소개해 현종을 알현하게 했다고 한다.
그러나 개원 24년(736년) 장구령이 귀족 파벌의 이임보(李林甫)와의 정쟁에서 패해 실각하고, 왕유 자신도 개원 25년(737년) 양주(涼州) 하서절도사(河西節度使) ・ 최희일(崔希逸)의 절도판관(節度判官)으로 임명되어 장안을 떠나 양주로 부임했고, 그곳에서 감찰어사(監察御史)로 승진하였다. 개원 28년(740년)에는 전중시어사(殿中侍御史)로써 장안으로 돌아왔으나 곧 다시 남방으로 파견되었다. 도중에 양양(襄陽)에서 맹호연과 재회하지만, 왕유가 임무를 마치고 돌아올 때 맹호연은 이미 죽고 없었다. 그 뒤 현종을 위해 응제시(応制詩)를 읊거나 이임보를 위해 시를 짓기도 했다.
천보(天寶) 연간에 들어 왕유는 좌보궐(左補闕) ・ 원외랑(員外郎) ・ 고부랑중(庫部郎中)을 역임하였다. 이 무렵 왕유는 망천의 별장에서 벗들과 시를 지으며 소요하곤 하였다고 한다. 천보 9재(749년) 왕유의 어머니 최씨가 사망하였다. 이때 망천의 별장을 일부 내놓아 사찰로 희사하고, 비통해하다 죽을 지경에 처하기도 했다. 상을 마친 천보 11년(752년) 조정에 복귀하였는데, 이 해에 이임보가 사망하고 새로 정권을 잡은 양국충(楊國忠)에게 중용되어 이부랑중(吏部郎中)이 되었다. 천보 12재(753년)에는 일본의 견당사로 파견되어 당 조정의 관직에 종사하던 아베노 나카마로(阿倍仲麻呂)가 귀국하는데 송별하는 시를 지어 주기도 했다. 천보 14재(755년)에는 급사중(給事中)이라는 요직이 되었다.

### 포로에서 해방, 만년까지
그러나 안사의 난이 발발하고 지덕(至徳) 원년(756년) 왕유는 촉 땅으로 몽진했던 현종 황제의 뒤를 따르려다 따르지 못하고 숨었고, 그만 안록산의 군에 잡히고 만다. 낙양(洛陽)으로 압송된 그는 병이라고 속였지만 강요에 못 이겨 안록산이 세운 대연(大燕) 정권의 급사중직을 떠맡게 되었다. 안녹산이 망하고 장안으로 다시 돌아왔을 때 관직을 박탈당했으나 만년에 상서우승(尙書右丞)에 임명되었다. 인생에서 몇 번의 좌절을 경험한 왕유는 차츰 인간이 싫어지고, 산수·자연을 노래하는 가운데 자기를 몰입시켰다.
이 때 예전 당 조정의 이원(梨園) 악인들이 안록산을 위해 연주하는 가운데 뇌해청(雷海青)이라는 악인 한 사람이 안록산을 위해 연주하기를 거부하며 비파를 땅에 집어던져 부수고 끝내 피살되었다는 소식을 듣고 한탄하며 이를 시로 읊었다. 지덕 2년(757년) 당군에 의해 낙양이 탈환되자 왕유는 진희열(陳希烈) 등과 함께 당군에 귀순하였다. 그러나 현종의 뒤를 이어 천자가 된 숙종(粛宗)은 왕유가 자의였든 타의였든 안록산의 조정에서 부역한 것에 대한 책임을 물으려 들었고, 동생 왕진(王縉) 등의 구명과 앞서 왕유 자신이 뇌해청의 죽음을 슬퍼하면서 지었던 시가 감안되어 태자중윤(太子中允)으로 강등당하는 선에서 목숨을 건졌다.
그 뒤 왕유는 승려로써 출가하고자 하였으나 숙종은 허락하지 않았다. 이 무렵 두보(杜甫)에게 격려의 시를 보냈다. 건원(乾元) 원년(758년) 집현학사(集賢学士)로 승진하였다. 그 해에 다시 중서사인(中書舎人)에 이어 급사중(給事中)으로 누차 진급하였다. 이 무렵 두보나 가지(賈至)、잠삼(岑参)과 함께 시를 주고 받으며 살았다. 상원(上元) 2년(762년) 상서우승(尚書右丞)이 되었다. 그 해에 기근이 들자 왕유는 자신의 직전(職田)에서 나는 곡식을 내놓아 굶주린 백성들을 위해서 베풀자고 요청하는 상소와 함께 자신의 은퇴를 청하면서 촉주자사(蜀州刺史)로 있던 왕진을 자신 대신 중앙으로 불러줄 것을 청하는 표문을 올렸다. 「책궁천제표」(責躬薦弟表)가 그것이다. 왕진은 이 표문으로 좌산기상시(左散騎常侍)로 임명되어 중앙으로 복귀하였으나, 왕유는 그 해에 숨을 거두었다. 임종 무렵 왕유는 봉상(鳳翔)에 있던 동생 진이나 다른 벗들에게 이별을 고하는 편지를 쓴 다음, 붓을 내려 놓고 숨이 끊어졌다고 한다.
왕유가 죽은 뒤 동생 왕진이 형의 유고를 편집해 대종(代宗)에게 헌상하였다. 대종은 왕유의 시를 절찬하였다고 한다.

## 시의 특징
그의 시는 친교가 있던 맹호연을 닮은 데가 많으나 맹호연의 시보다 날카롭다. 또한 불교신자로서 관념적인 '공(空)'의 세계에의 동경을 노래한 것이 있다. 한때 관직을 물러났을 때 망천(輞川＝지금의 허난성)에 별장을 짓고, 그 별장의 경물을 소재로 하여 노래한 〈죽리관(竹里館)〉이나 〈녹채(鹿柴)〉(모두 5언절구)는 특히 유명하다. 왕유는 또한 화가로서도 뛰어나서, 남송화(南宋畵)의 시조(始祖)로서 추앙된다. "왕유의 시를 보면, 시 중에 그림이 있다"고 송(宋)의 소식은 평하고 있다.

## 저명한 작품
| 식부인(息夫人) | 식부인(息夫人) | 식부인(息夫人)              |
| 원문           | 한자음         | 해석                        |
| -------------- | -------------- | --------------------------- |
| 莫以今時寵     | 막이금시총     | 지금 총애를 받는다 한들     |
| 能忘舊日恩     | 능망구일은     | 옛 은혜를 잊지 못하네       |
| 看花滿眼淚     | 간화만안루     | 꽃을 보며 고이던 눈물에     |
| 不共楚王言     | 불공초왕언     | 초왕과는 말 한 마디 못 하니 |

| 녹채(鹿柴) | 녹채(鹿柴) | 녹채(鹿柴)                     |
| 원문       | 한자음     | 해석                           |
| ---------- | ---------- | ------------------------------ |
| 空山不見人 | 공산불견인 | 조용한 산에 사람이라곤 없이    |
| 但聞人語響 | 단문인어향 | 어디선가 말소리만 들려오는데   |
| 返景入深林 | 반경입심림 | 저무는 햇빛이 숲속 깊이 들어와 |
| 復照靑苔上 | 복조청태상 | 다시금 푸른 이끼 위에 비춘다   |

| 송원이사안서(送元二使安西) | 송원이사안서(送元二使安西) | 안서로 가는 원이를 전송하며               |
| 원문                       | 한자음                     | 풀이                                      |
| -------------------------- | -------------------------- | ----------------------------------------- |
| 渭城朝雨裛輕塵             | 위성조우읍경진             | 위성의 아침 비가 먼지를 적시고            |
| 客舍青青柳色新             | 객사청청류색신             | 객사에는 푸르디 푸른 버들빛이 새로워라    |
| 勸君更盡一杯酒             | 권군경진일배주             | 권하노니 그대여 이 술 한 잔 더 들라       |
| 西出陽關無故人             | 서출양관무고인             | 서쪽으로 양관 떠나면 아는 이도 없을 테니. |

## 화가로써의 왕유와 그 평가
왕유는 시인이자 동시에 화가로써 수묵화가 뛰어났다. 화가들은 그의 그림을 두고 그의 필치는 「천기(天機)」 즉 하늘로부터 내려온 것이지 사람이 배워서 도달할 수 있는 경지가 아니라고 평하였다고 한다. 그는 먹으로만 흰 고양이 그림을 그리고 채색은 공인들에게 맡겼다. 왕유의 화풍은 오도현(呉道玄)을 닮아 있었지만 풍격은 보다 걸출하였고, 정건(鄭虔), 필굉(畢宏)과 함께 3절로 불렸다. 같은 시대의 화공 이사훈(李思訓)에 버금간다는 평가도 있다. 명대에는 산수화 분야에서 이사훈을 북종화의 선조, 왕유를 남종화(문인화)의 선조로 쳤다.
만당(晩唐) 시기의 장언원(張彦遠)은 《역대명화기》(歴代名画記)에서 왕유의 그림을 두고 필력에 강력한 힘이 느껴진다고 평가하면서도 동시에 너무 기교에 치중해 있다고 비판하기도 했다. 한편으로 같은 만당 시기의 주경현(朱景玄)은 《당조명화록》(唐朝名画録)에서 제4위 「묘품상」(妙品上)으로 평가하며 그의 작품들을 절찬하였다. 후대 북송의 소식(蘇軾)도 왕유의 시와 그림을 평해 「시 속에도 그림이 들어 있고, 그림 속에도 시가 들어 있다」라는 평을 남겼다.
또, 말의 화가로서 알려진 한간(韓幹)을 발굴한 인물이기도 한데, 젊은 한간의 그림에서 그의 재능을 알아보고 자금 지원을 해 주어 그림에 전력할 수 있게 해 주었고 한간이 대성할 수 있었다는 일화도 있다.

## 망천
왕유의 장원이 있었다고 전하는 망천(輞川)은 장안 동남쪽 남전현(藍田県)에 있는, 남전산(藍田山)과 요산(嶢山)의 사이를 흐르며 황하로 흘러드는 강의 이름이다. 그 망천의 원류에서 30당리(唐里) 남쪽에, 일찍이 당대의 송지문(宋之問)의 별장이 위치해 있던 땅이 있었고, 왕유는 그 땅을 사들여 그곳에 자신의 별장을 지었다. 왕유 외에도 장안의 많은 명사들이 가까운 곳에 별장을 지었는데, 이것은 당시 도교와 불교의 사상이 융합된 산간 은거 풍습에 의한 것으로 왕유에서부터 유행이 촉발되었다고 한다.
왕유는 개원 연간부터 망천에 살기 시작해 천보 9재(749년)무렵에 거의 완성하였다. 그곳에서 똑같이 별장을 짓고 있던 전기(銭起) 등과 교제하고 있었는데, 그의 결벽함을 전하는 설화도 존재한다. 왕유가 친구 배적과 주고 받은 시는 《망천집》(輞川集)으로 정리되어 20수가 남아 있으며, 작중에는 일관되게 왕유 자신의 청정(淸淨)에 대한 동경과 유원(幽遠)의 표현이 작품의 테마가 되고 있다.
왕유의 별장은 북타(北垞) ・ 남타(南垞)로 지칭되는 택원(宅院)과 문행관(文杏館) ・ 죽리관(竹里館) ・ 임화정(臨湖亭)이라는 이름이 붙은 초가 누정, 화자망(華子岡) ・ 근죽령(斤竹嶺)이라는 인공언덕과 녹시(鹿柴) ・ 목란시(木蘭柴)라는 울타리, 칠원(漆園) ・ 초원(椒園)이라는 원림과 신이오(辛夷塢) ・ 궁괴맥(宮塊陌)이라는 도로, 맹성요(孟城坳)이라는 명적(名跡), 금설천(金屑泉)이라는 샘, 의호(欹湖)라는 호수, 수유반(茱萸沜) ・ 유랑(柳浪) ・ 난가뢰(欒家瀬) ・ 백석탄(白石灘)이라는 명소가 있었고, 이들은 모두 망천집 속의 작품들 속 제목으로 언급되고 있다. 이를 그린 그림은 「망천도」(輞川圖)라는 이름이 붙었으며 이를 베낀 그림이 세상에 널리 퍼져, 당 말기에는 각지에서 이를 본뜨거나 문신으로 새기기도 하고, 그림 속 제재를 본뜬 요리도 있었다고 한다.
관중 출신이었던 배적과는 망천에서 특히 주로 교류하며 지냈다. 《망천집》에는 왕유의 시에 이어 그의 시도 싣고 있으며, 또 두보와도 교우가 있었다고 전해지는데 훗날 촉주자사 혹은 상서랑에 임명되었다는 설도 있다.

## 인물상
왕유는 불교를 신실하게 믿었고 안사의 난 때에는 「향수전」(香水銭)라는 수계에 의한 군비 조달로 숙종의 신임을 얻은 허취신회(荷沢神会)의 지지자의 한 사람이었다. 때문에 오신채를 먹지 않고 화려한 복장도 하지 않았다고 한다. 또한 아내의 사후 재혼하지 않고 죽을 때까지 30년간 독신을 관철했다.
왕유는 그 고결 청아인 성정이나 작품들로 후세에 높은 평가를 받았지만, 남송의 주희(朱熹)는 「언사가 청아하다고는 하지만 시들거리고 약하며 기골도 별로 없다」고 혹평했고, 청대의 서증(徐增)은 「천재는 이태백(이백), 지재(地才)는 두자미(두보), 인재는 왕마힐」이라고 평했다. 일본의 고바야시 다이치로(小林太市郎)는 저서 「왕유의 생애와 예술」에서 그를 「고매했지만 평범했다」(高人であるが、凡人であった), 「그는 세상의 오탁을 싫어하면서도 떨쳐내지도 못한 채 안이한 허송세월로 일생을 보낸 평범한 사람일 뿐이다」(彼は世の汚濁をうとみながらも、捨て得ず、荏苒として安易な一生を送った凡人に過ぎない)라는 어려운 평가를 하고 있다.
대체로, 귀족 제도에 대한 비판이나 그 작품의 예술성의 높이에 대해서는 높은 평가를 받지만, 그러면서도 귀족과 사족 사이에서 보인 소극적인 정치적 자세나 태도가 비판을 받고 있다. 또한 그의 작품들이 주로 은둔자적 성향이 강한 것에 대한 혹평도 있다.

## 같이 보기
- 대지의 노래

## 전기자료
- 《구당서》 권109, 〈열전〉140, 왕유
- 《신당서》 권202, 〈열전〉127, 왕유

## 한국어 번역
왕유의 시 전체인 308편 376수는 박삼수 교수가 번역했으며, 주제별로 번역해 총 6권으로 완간했다. 출판사는 지식을 만드는 지식이다.

## 참고 문헌
- 『동양사사전』(東洋史辞典, 교토 대학 문학부 동양사 연구실, 도쿄쇼겐사東京創元社, 1974년), ISBN 4-488-00310-9 「왕유」, 「남종화」의 항목
- 고바야시 다이치로(小林太市郎) 「왕유의 생애와 예술」(전국서점, 1944년/신판 「저작집 4」, 단코우사, 1974년)
- 장언원(張彦遠) 《역대명화기》(조송식 역주, 시공사 전2권, 1977년)
- 단성식(段成式) 《유양잡조》(酉陽雑俎)(정환국 역주, 소명출판 한국연구재단 학술명저번역총서 동양편-188 전2권, 2011년)